# ポリュペーモス
ポリュペーモス（古希: Πολύφημος、古代ギリシア語ラテン翻字: Polúphēmos、ラテン語: Polyphemus）は、ギリシア神話の巨人または人物である。長母音を省略してポリュペモスあるいはポリュフェモスとも表記する。ポリュペーモスとは「名の知られた」という意味である。
神話では、一つ目の人食い巨人と、アルゴナウタイの一員である人間、ふたりのポリュペーモスが登場する。

## 単眼の巨人

### 『オデュッセイアー』でのポリュペーモス

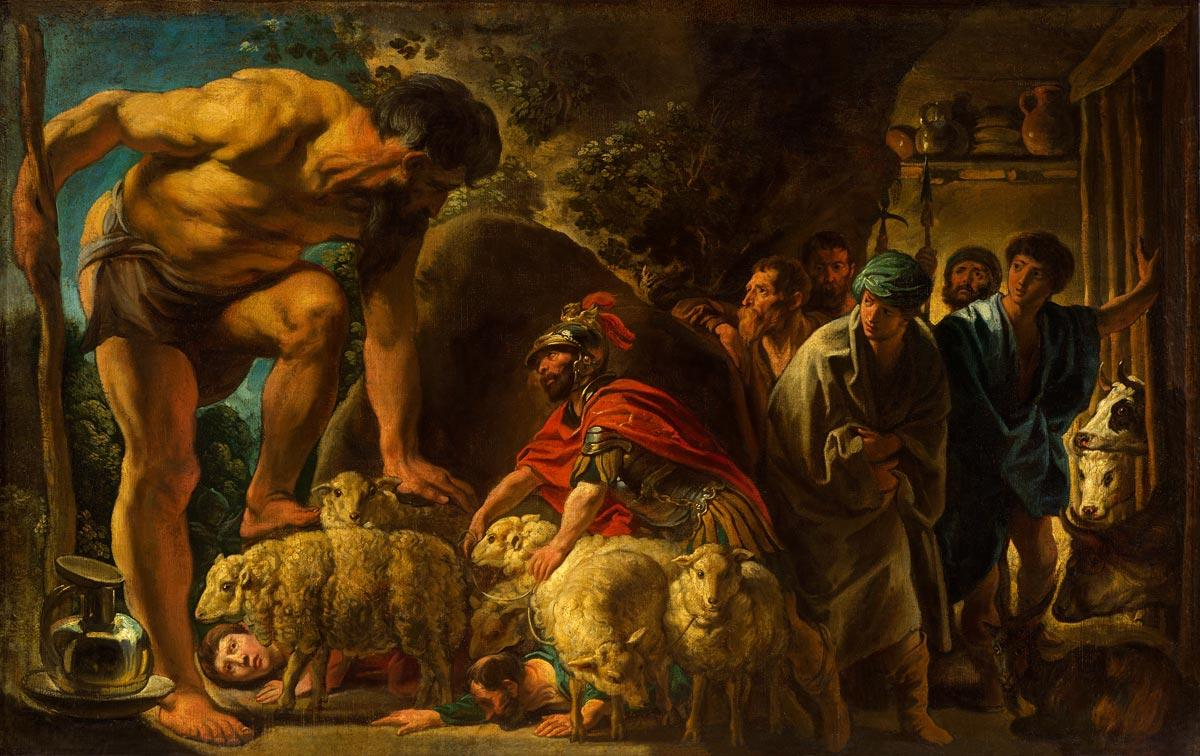
ヤーコブ・ヨルダーンスの絵画『ポリュフェモスの洞窟のオデュッセウス』（17世紀初頭）。プーシキン美術館所蔵。オデュッセウスと彼の部下たちが、羊の腹の下に隠れて逃げようとしている。

海神ポセイドーンとポルキュースの娘トオーサの息子。キュクロープスのひとりとされる。ホメーロスの叙事詩『オデュッセイアー』第9書で、オデュッセウスが語る航海譚に登場する。
ポリュペーモスはキュクロープスたちの中でも最も大きい体を持ち、キュクロープスたちの島の洞窟に住んでいた。オデュッセウスがトロイア戦争からの帰途、この島に立ち寄った際、12人の部下とともにポリュペーモスの洞窟に閉じ込められた。
部下たちが2人ずつ食べられていくうち、オデュッセウスは持っていたワインをポリュペーモスに飲ませて機嫌を取った。これに気をよくしたポリュペーモスは、オデュッセウスの名前を尋ね、オデュッセウスが「ウーティス」（ギリシア語で「誰でもない」の意）と名乗ると、ポリュペーモスは「おまえを最後に食べてやろう」といった。
ポリュペーモスが酔いつぶれて眠り込んだところ、オデュッセウスは部下たちと協力して巨人の眼を焼けた杭で潰した。ポリュペーモスは大きな悲鳴を上げ、それを聞いた仲間のキュクロープスたちが集まってきたが、誰にやられたと聞かれてポリュペーモスが「ウーティス（誰でもない）」と答えるばかりであったため、キュクロープスたちはみな帰ってしまった。
オデュッセウスたちは羊の腹の下に隠れて洞窟を脱出し、船に戻って島から離れた。このとき、興奮したオデュッセウスが本当の名を明かして嘲笑したため、ポリュペーモスはオデュッセウスに罰を与えるよう父ポセイドーンに祈り、以後ポセイドーンはオデュッセウスの帰還を何度も妨害することになった。ポリュペーモスがオデュッセウスによって眼を潰されることは、エウリュモスの子テーレモスによって予言されていたという。

### ポリュペーモスとガラテイア
詳細はガラテイアを参照。
古代ローマの詩人オウィディウスはポリュペーモスがガラテイアという名のニュムペーに恋をした逸話を伝えている。

## アルゴナウタイの一員
エラトスとヒッペアの息子でアルカディア人。カリュドーンの猪狩に参加したカイネウスとは兄弟。
イアーソーンが率いるアルゴナウタイに参加した。コルキスをめざす途中、アルゴー船がミューシアーに立ち寄った際、ヘーラクレースの愛していた少年ヒュラースが水のニュムペーにさらわれてしまった。ポリュペーモスがヘーラクレースとともにヒュラースを探している間に船は出航し、二人は置き去りとなった。ポリュペーモスはミューシアーにキオス市を創建したという。

## 参考図書
- アポロドーロス『ギリシア神話』（高津春繁訳、岩波文庫）
- ホメーロス『オデュッセイアー』（（上）、呉茂一訳、岩波文庫）
- ロバート・グレーヴス『ギリシア神話』（上・下、高杉一郎訳、紀伊國屋書店）
- カール・ケレーニイ『ギリシアの神話』（「神々の時代」・「英雄の時代」、高橋英夫訳、中央公論社）
- B.エヴスリン『ギリシア神話小事典』（小林稔訳、現代教養文庫）　(ISBN 4-390-11000-4)